# 엘링턴 조던
엘링턴 후기 조던(영어: Ellington "Fugi" Jordan, 1940년 ~ 2020년 6월 18일)은 미국의 솔 음악과 펑크 장르를 만들었던 송라이터이자 음악 프로듀서로, 에타 제임스와 빌리 포스터와 함께 만든 블루스 노래인 "I'd Rather Go Blind"로 유명하다. 2005년에는 《Almost Home》이라는 음반을 발매하기도 하였다. 2020년 6월 18일 향년 80세로 사망하였다. 음악 활동을 할 때에는 가운데 이름인 후기(Fugi)를 그대로 사용하거나, 변형해 후지(Fugi)라는 이름으로 활동하기도 하였다.

## 생애
엘링턴 후기 조던은 1940년 캘리포니아주 로스앤젤레스의 사우스 센트럴에서 7명의 자녀를 둔 가정에서 태어났다. 제2차 세계 대전에 참전했던 엘링턴의 아버지는 자신의 풋로커에 후지산의 사진이 들어있어서 엘링턴을 후지라고 불렀다. 엘링턴은 자신의 음악적인 재능을 일찍이 발견에 확립하려 노력하였고, 이때 척 베리, 머디 워터스, 빅 조 터너, 레이 찰스, 조지 클린턴 등의 노래에 영향을 받았다. 또한 음악을 배우면서 디트로이트의 록 밴드 템테이션스의 멤버였던 에디 켄드릭스와 친구가 되었다. 이로 인해 체스 레코드에서 음악을 만들기 위해 디트로이트로 갈 수 있게 되었고, 그곳에서 머디 워터스, 도니 해서웨이, 하울링 울프, 에타 제임스, 지미 헨드릭스 등과 친목을 다지면서 음악적인 영향을 받기도 하였다. 그리고 켄드릭스는 엘링턴에게 록밴드 블랙 머다를 소개해주었다. 이윽고 블랙 머다의 음악에 엘링턴이 보컬과 작사를 하는 식으로 협업을 시작하였다.
한편, 1967년에 엘링턴은 디트로이트로 오기 몇 년 전에 저질렀던 강도로 인해 교도소에 수감되게 되었다. 옥중에서 생활을 하고 있을 때, 에타 제임스가 면회를 오면서 노래 "I'd Rather Go Blind"를 만들기 시작하였고, 에타 제임스가 이후 완성을 시켰다. 노래는 발매 후 800만 장이 넘는 판매량과 많은 국가 차트에서 1위를 달성하는 쾌거를 이루었다. 이후 엘링턴은 노래를 만들 당시까지 사랑을 해 본적은 없었지만 많이 생각하면서 노래를 만들었다고 밝히면서, 감옥에 있는 도중에는 사랑과 자유를 갈망했다고 회고하였다. 이후 후기는 레코드사와의 문제로 인해 녹음된 음반이 발매할 수 없게 되었고, 블랙 머다와 함께 차를 하나 얻어 서쪽으로 향해, 콩가를 연주하면서 70년대 중반까지 미국에서 순회공연을 하였다.
2005년에는 《Almost Home》이라는 음반을 발매하게 되었다. 이전에 엘링턴이 화재가 난 곳 주변에 있던 노숙자들과 이야기를 나누고 있었는데, 한 노숙자가 베트남에 대해 말하면서, 자신이 베트남에서 돌아오자 세상과 자기 자신도 변해있었다고 말하며, 발로 훈장(Medal of Valor)이 있음에도 돈이 필요해 전당포에 내놓으면서 아무 쓸모도 없어졌다고 말했다. 엘링턴은 그때 노숙자가 집에 거의 도착은 하였지만, 완전히 도달하지는 못했다고 생각하였고, 이를 음반의 제목에 넣어 "Almost Home"이라는 이름으로 나오게 된 것임을 밝혔다.
2020년 6월 18일 향년 80세의 나이를 일기로 프레즈노의 자택에서 사망하였다.

## 디스코그래피

### 정규 음반
- 《Almost Home》 (2005)